# Zufre
Zufre er en by og kommune i det sydvestlige Spanien i provinsen Huelva. Den har et indbyggertal på 735 (2024) indbyggere.